# Jézus Krisztus szupersztár (1972, Budapest)
Andrew Lloyd Webber Jézus Krisztus szupersztár c. 1971-ben bemutatott rockmusicaljének első magyar bemutatója 1972-ben volt.

## Történet
1971. október 12-én mutatták be New Yorkban Andrew Lloyd Webber Jézus Krisztus szupersztár c. zenés színdarabját, melynek óriási híre Magyarországra is eljutott.
1972. január 18-án a Budapesti Műszaki Egyetemen állították színpadra a mű magyar nyelvű változatát. A dalszövegeket Miklós Tibor fordította, aki egyben a rendezője is volt a darabnak. Az előadáson Orszáczky Miklós mondott bevezetőt.
Az ősbemutatót négy hónapon át mintegy tíz előadás követte, majd a produkciót és annak szereplőit az ország kultúrpolitikai vezetői letiltották. A szereplők letiltását később visszavonták.

## Szereposztás[3]
- Jézus – Csuha Lajos
- Júdás – Miklóska Lajos
- Mária Magdolna – Bódy Magdi
- Pilátus – Póka Balázs
- Heródes – Harmath Albert
- Kajafás, ill. Péter apostol – Dancsák Gyula
- Apostol, római katona, koldus, kereskedő – Hönig Rezső

## Zenekar
- Korong együttes

Miklóska Lajos – basszusgitár
Csuha Lajos – gitár
Dancsák Gyula – szólógitár
Hönig Rezső – dob